# Puchar Świata w Zapasach 1975
Puchar rozegrano w dniach 29–30 marca 1975 roku w Toledo w USA.

## Styl wolny

### Ostateczna kolejność drużynowa
| Poz. | Państwo           |
| ---- | ----------------- |
|      | ZSRR              |
|      | Mongolia          |
|      | Stany Zjednoczone |
| 4.   | Kanada            |

### Klasyfikacja indywidualna
| Waga    |                      |                           |                           | 4                     |
| ------- | -------------------- | ------------------------- | ------------------------- | --------------------- |
| 48 kg   | Gombyn Chiszigbaatar | Witalij Tokczinakow       | Dave Range                | Leonard Gang          |
| 52 kg   | Gordon Bertie        | Telman Paşayev            | Chris Jones               | Dordżdzowdyn Ganbat   |
| 57 kg   | Mark Massery         | Enver Abduramanov         | Tserengiin Sambuu         | Mike Barry            |
| 62 kg   | Boris Bazaev         | Egon Beiler               | Gantumur Lamjav           | Doug Moses            |
| 68 kg   | Nasruła Nasrułajew   | Cedendambyn Nacagdordż    | Stephen Martin            | Joe Tice              |
| 74 kg   | Stan Dziedzic        | Rusłan Aszuralijew        | Norov Agvaan              | Clive Llewellyn       |
| 82 kg   | John Peterson        | Wiktor Nowożyłow          | Tömörijn Artag            | Richard Deschatelets  |
| 90 kg   | Petr Sourikov        | Daszdordżijn Cerentogtoch | Ken Linn                  | Blaine Kjorlien       |
| 100 kg  | Vladimir Gulyutkin   | Claude Pilon              | Chorloogijn Bajanmönch    | Gregory Wojciechowski |
| +110 kg | Władimir Parszukow   | Michael McCready          | Khadbaatar Dagvasurengiin | Harry Geris           |